# Harry Larsen
Harry Julius Larsen (4 de septiembre de 1915-12 de agosto de 1974) fue un deportista danés que compitió en remo .
Participó en los Juegos Olímpicos de Berlín 1936, obteniendo una medalla de plata en la prueba de dos sin timonel. Ganó una medalla de plata en el Campeonato Europeo de Remo de 1937.

## Palmarés internacional
| Juegos Olímpicos   | Juegos Olímpicos         | Juegos Olímpicos | Juegos Olímpicos |
| Año                | Lugar                    | Medalla          | Prueba           |
| ------------------ | ------------------------ | ---------------- | ---------------- |
| 1936               | Berlín (Alemania)        | Medalla de plata | Dos sin timonel  |
| Campeonato Europeo |                          |                  |                  |
| Año                | Lugar                    | Medalla          | Prueba           |
| 1937               | Ámsterdam (Países Bajos) | Medalla de plata | Dos sin timonel  |